# Ланшин, Игорь Анатольевич
Игорь Анатольевич Ланшин — советский хозяйственный, государственный и политический деятель.

## Биография
Родился в 1924 году. Член КПСС.
До 1960 гг. — рядовой и руководящий работник в строительстве и жилищно-коммунальном хозяйстве Москвы.
- В 1960—1962 гг. — заведующий отделом городского хозяйства Московского горкома КПСС.[1]
- В 1963—1965 гг. — первый секретарь Первомайского райкома КПСС города Москвы.[1][2]
- В 1965—1986 гг. — председатель ЦК профсоюза рабочих строительства и промышленности стройматериалов.[3]

C 1986 гг. — персональный пенсионер.
Жил в Москве.

## Сочинения
- Ланшин Игорь Анатольевич. Наша цель единство : [O деятельности Профсоюза стр-ва и пром-сти строит. материалов. Беседа с пред. ЦК профсоюза И. А. Ланшиным / Записал А. Обухов ]. 1979 , 26 авг . — Строит. газ.